# Liste der Biografien/Seit
Liste der Biografien |
Portal Biografien |
Personensuche
# |
A |
B |
C |
D |
E |
F |
G |
H |
I |
J |
K |
L |
M |
N |
O |
P |
Q |
R |
S |
T |
U |
V |
W |
X |
Y |
Z |
?
 
Sa |
Sb |
Sc |
Sd |
Se |
Sf |
Sg |
Sh |
Si |
Sj |
Sk |
Sl |
Sm |
Sn |
So |
Sp |
Sq |
Sr |
Ss |
St |
Su |
Sv |
Sw |
Sy |
Sz
 
Sea |
Seb |
Sec |
Sed |
See |
Sef |
Seg |
Seh |
Sei |
Sej |
Sek |
Sel |
Sem |
Sen |
Seo |
Sep |
Seq |
Ser |
Ses |
Set |
Seu |
Sev |
Sew |
Sex |
Sey |
Sez
 
Seib |
Seic |
Seid |
Seie |
Seif |
Seig |
Seij |
Seik |
Seil |
Seim |
Sein |
Seip |
Seir |
Seis |
Seit |
Seiu |
Seiv |
Seiw |
Seix |
Seiz
Die Liste der Biografien führt alle Personen auf, die in der deutschsprachigen Wikipedia einen Artikel haben. Dieses ist eine Teilliste mit 175 Einträgen von Personen, deren Namen mit den Buchstaben „Seit“ beginnt.

## Seit
- Seit, Stefan (* 1971), deutscher katholischer Philosoph

### Seita
- Seita, Marco, deutscher Basketballspieler
- Seita, Naoya (* 2001), japanischer Fußballspieler
- Seitablajew, Achtem (* 1972), ukrainischer Schauspieler und Regisseur krimtatarischer Herkunft
- Seitaridis, Georgios (* 1981), griechischer Fußballspieler

### Seite
- Seite, Annemarie (* 1939), deutsche Tierärztin und Politikerin (CDU)
- Seite, Berndt (* 1940), deutscher Tierarzt und Politiker (CDU), MdL, Ministerpräsident von Mecklenburg-VorpommernBerndt Seite (* 1940)

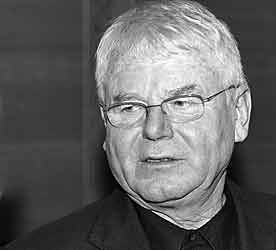
Berndt Seite (* 1940)

- Seitelberger, Franz (1916–2007), österreichischer Neurologe, Rektor der Universität Wien (1975–1977)
- Seitenfus, Ricardo (* 1948), brasilianischer Politologe und Historiker
- Seiter, Daniel (1647–1705), Maler
- Seiter, Herbert (1921–1996), österreichischer Pianist, Komponist und Kapellmeister
- Seiter, Karl (1949–2021), deutscher Bildhauer
- Seiter, Michael Patrick (* 1978), Liechtensteiner Snookerspieler
- Seiter, Stephan (* 1963), deutscher Politiker (FDP), MdB
- Seiter, William A. (1890–1964), US-amerikanischer Filmregisseur
- Seiterich, Eugen (1903–1958), deutscher Geistlicher, Erzbischof von Freiburg im Breisgau
- Seiterich, Ludwig (1904–1979), deutscher Verwaltungsjurist und Landrat in den Landkreisen Waldshut und Konstanz
- Seiterle, Dominic (* 1975), kanadischer Ruderer
- Seiterle, Eugen (1913–1998), Schweizer Feldhandballspieler
- Seiters, Rudolf (* 1937), deutscher Politiker (CDU), MdB, Bundesminister
- Seiters, Stephan (* 1960), deutscher Richter

### Seith
- Seith, Bobby (* 1932), schottischer Fußballspieler und -trainer
- Seith, Eckart (* 1957), deutscher Jurist, Anwalt für Wirtschaftsrecht
- Seith, Karl (1890–1963), deutscher Lehrer und Heimatforscher des Markgräflerlands
- Seith, Rico (* 1994), deutscher Schlagersänger
- Seith, Tristan (* 1979), deutscher SchauspielerTristan Seith (* 1979)

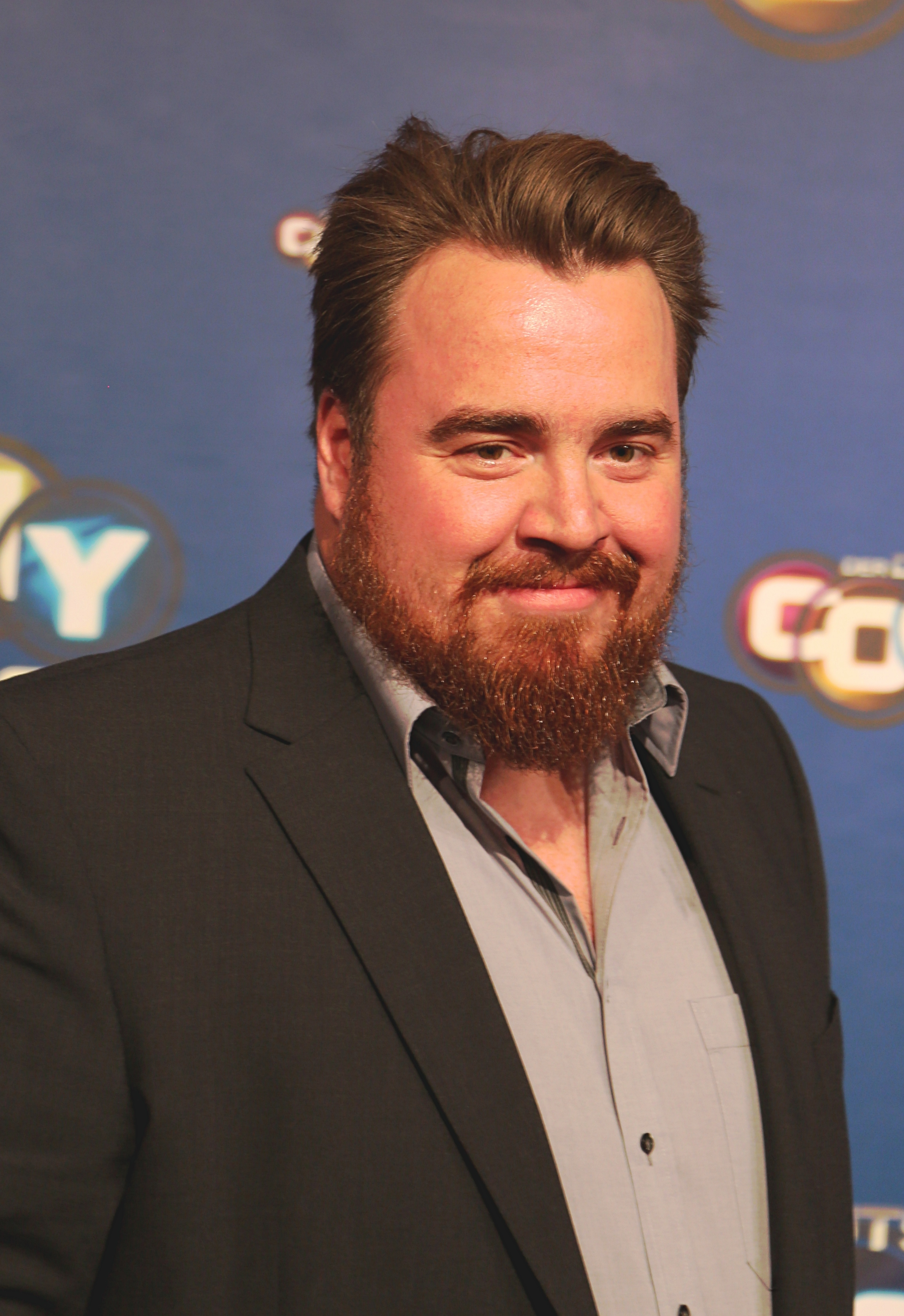
Tristan Seith (* 1979)

- Seithe, Angelica (* 1945), deutsche Lyrikerin
- Seithe, Mechthild (* 1948), deutsche Psychologin, Sozialarbeiterin und Hochschullehrerin
- Seither, Charlotte (* 1965), deutsche Komponistin
- Seither, Ludwig von (1857–1945), bayerischer General der Artillerie
- Seither, Max (1914–2003), deutscher Politiker (SPD), MdB

### Seiti
- Seitinger, Johann (1961–2024), österreichischer Politiker (ÖVP)Johann Seitinger (1961–2024)

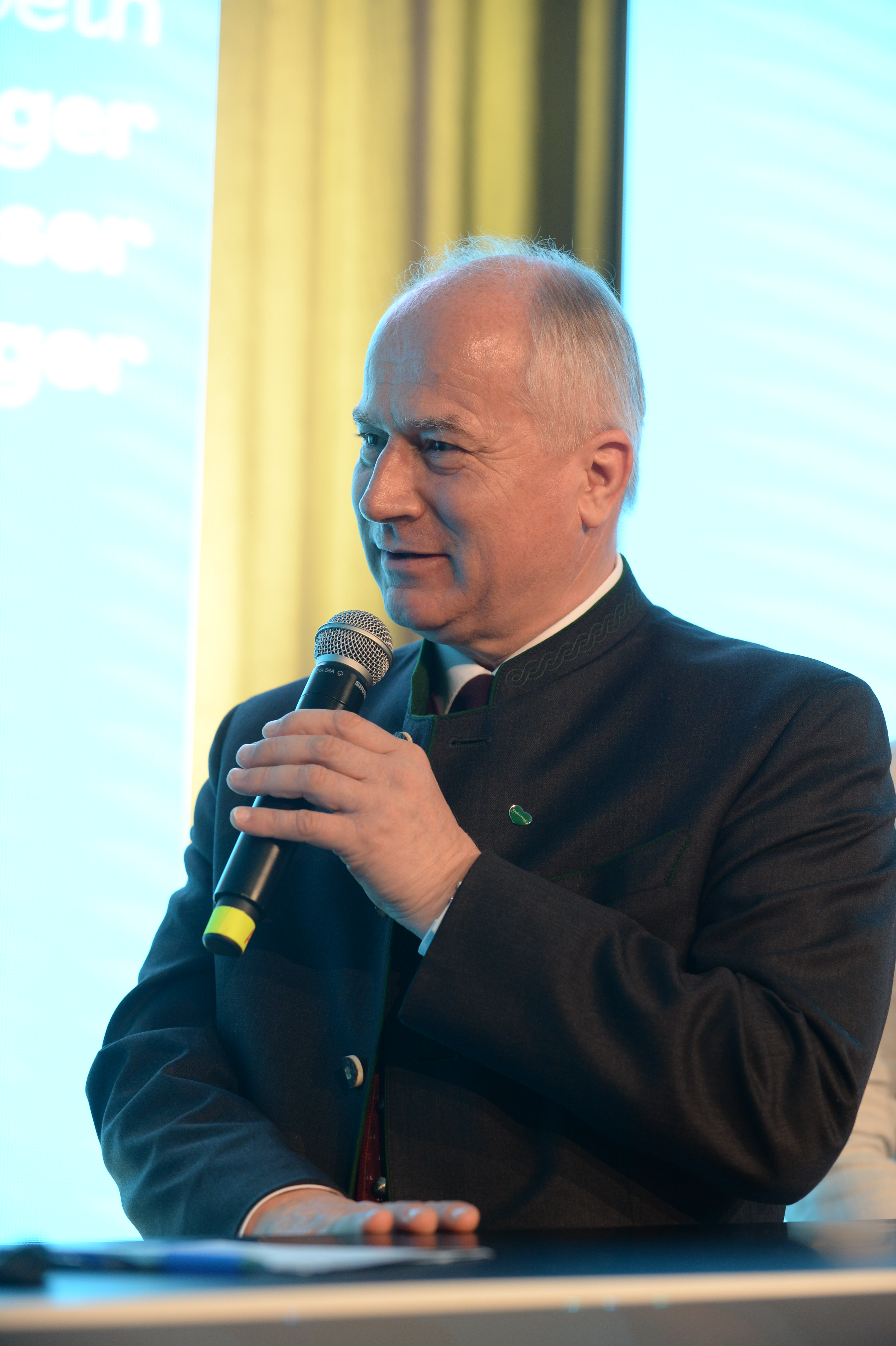
Johann Seitinger (1961–2024)

### Seitl
- Seitle, Philipp (* 1985), deutscher Handballspieler
- Seitler, Bruno (1851–1925), deutscher Architekt und Hochschullehrer
- Seitlinger, Jean (1924–2018), französischer Politiker

### Seitn
- Seitner, Renate (* 1962), österreichische Politikerin (SPÖ) und Lehrerin, Mitglied im Österreichischen Bundesrat
- Seitner, Sebastian (* 1979), deutscher Handballspieler

### Seito
- Seito Sakakibara, japanischer Mann, der als minderjähriger Schüler mehrere Kinder tötete

### Seits
- Seits, Johann (1887–1967), österreichischer Marine- und Landschaftsmaler

### Seitt
- Seitter, Heinrich (1902–1991), Schweizer Botanik-Autodidakt
- Seitter, Oswald (1936–2010), deutscher Jurist und Justitiar
- Seitter, Walter (* 1941), österreichischer Philosoph und Politologe
- Seitter, Waltraut (1930–2007), deutsche Astronomin

### Seitz
- Seitz von Treffen, Heinrich (1870–1940), Konteradmiral der Flotte der österreichisch-ungarischen Marine
- Seitz, Adalbert (1860–1938), deutscher Entomologe, Arzt und Reisender
- Seitz, Adolf (1888–1962), deutscher Wirtschaftstreuhänder und Steuerberater sowie Förderer der Handels- (später) Wirtschaftshochschule Mannheim und Ehrensenator der Universität Mannheim
- Seitz, Alexander, deutscher Mediziner und Dramatiker
- Seitz, Alexander (* 1967), deutscher Jurist, Präsident des Oberlandesgerichts Frankfurt am Main
- Seitz, Alexander Maximilian (1811–1888), deutscher Maler
- Seitz, Alfred (1903–1942), deutscher Widerstandskämpfer (Lechleiter-Gruppe)
- Seitz, Alfred (1905–1982), österreichischer Ethologe und Zoodirektor
- Seitz, Aline (* 1997), Schweizer Radsportlerin
- Seitz, Anni (1888–1978), deutsche Schauspielerin
- Seitz, Anton (1829–1900), deutscher Maler
- Seitz, Anton (1869–1951), deutscher katholischer Theologe
- Seitz, Beat (* 1973), Schweizer Bobfahrer
- Seitz, Bernarda (1927–2014), argentinische Ordensschwester
- Seitz, Berthold (* 1962), deutscher OphthalmologeBerthold Seitz (* 1962)

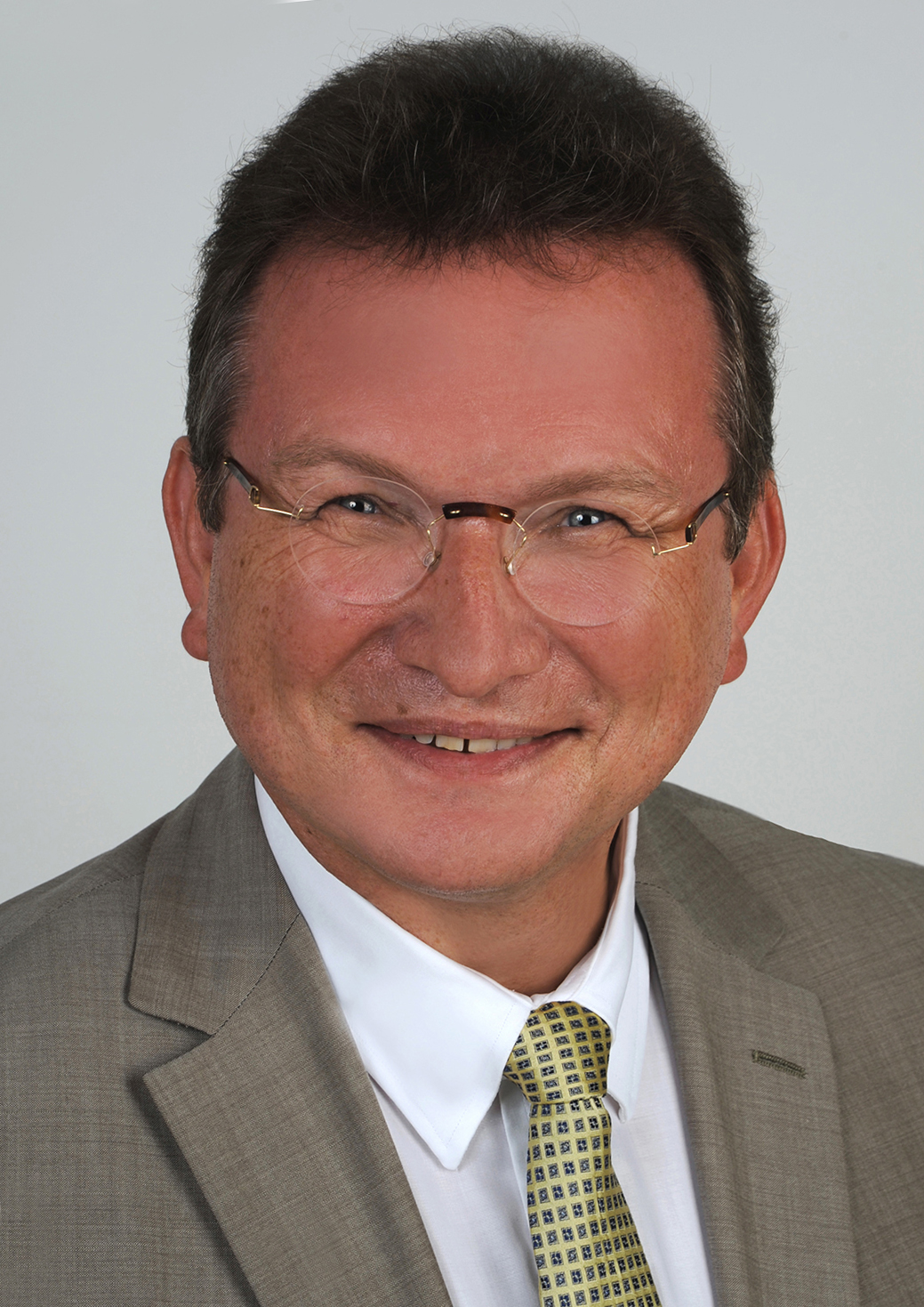
Berthold Seitz (* 1962)

- Seitz, Carl (1826–1889), nassauischer Politiker
- Seitz, Carl (1858–1942), deutscher Mediziner und Pädiater
- Seitz, Charles L., US-amerikanischer Computeringenieur
- Seitz, Chris (* 1987), US-amerikanischer Fußballtorwart
- Seitz, Christoph (1914–1985), deutscher Politiker (SED) und Oberbürgermeister von Rostock und Schwerin
- Seitz, Claudia (* 1970), deutsche und schweizerische Rechtswissenschaftlerin und Hochschullehrerin
- Seitz, Claus (1936–2003), deutscher Buchgrafiker und Buchhersteller
- Seitz, Daniel (1759–1839), Landtagsabgeordneter Großherzogtum Hessen
- Seitz, Dorothea (* 1967), deutsche Moderatorin, Regisseurin und Dozentin
- Seitz, Eduard (1814–1868), Landtagsabgeordneter Großherzogtum Hessen
- Seitz, Elisabeth (* 1993), deutsche KunstturnerinElisabeth Seitz (* 1993)

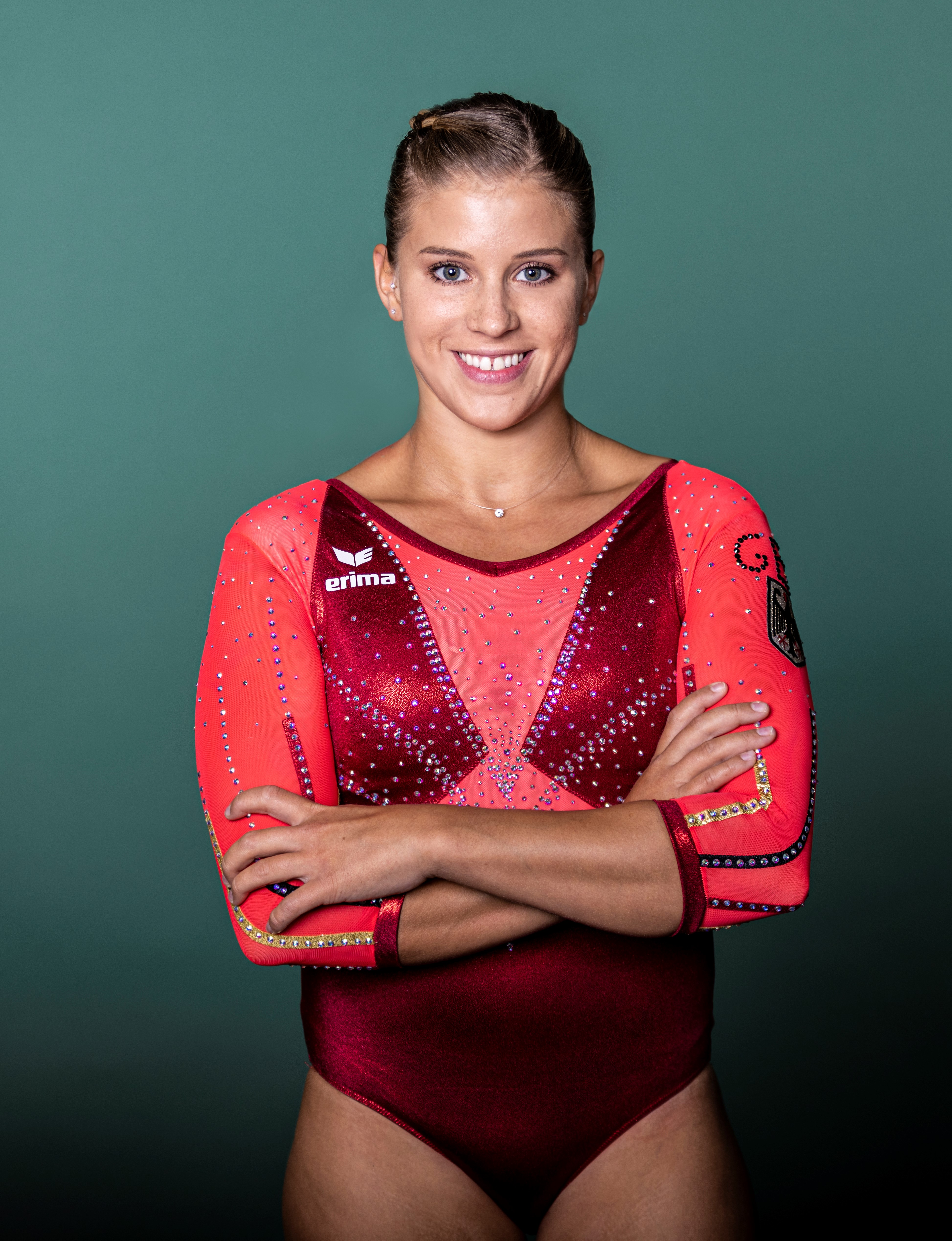
Elisabeth Seitz (* 1993)

- Seitz, Erwin (1928–2003), deutscher Politiker (CSU), MdL
- Seitz, Ferdinand (1894–1973), deutscher Bildhauer, Autor und Laienforscher zu den Externsteinen
- Seitz, Florian (* 1976), deutscher Geodät
- Seitz, Florian (* 1982), deutscher Sprinter
- Seitz, Franz (1811–1892), deutscher Mediziner und Hochschullehrer
- Seitz, Franz Ferdinand (1823–1898), deutscher Politiker
- Seitz, Franz junior (1921–2006), deutscher Filmproduzent, Filmregisseur und Drehbuchautor
- Seitz, Franz senior (1888–1952), deutscher Regisseur, Schauspieler, Filmproduzent und Drehbuchautor
- Seitz, Franz von (1817–1883), deutscher Maler, Lithograf, Radierer und Kostümbildner
- Seitz, Frederick (1911–2008), US-amerikanischer Physiker
- Seitz, Friedrich (1848–1918), Komponist, Geiger und Violinpädagoge
- Seitz, Fritz (1905–1949), deutscher, katholischer Priester, NS-Opfer und KZ-Häftling
- Seitz, George B. (1888–1944), US-amerikanischer Filmregisseur und Drehbuchautor
- Seitz, Gerhard (1922–2020), deutscher Konzertmeister
- Seitz, Gunther (* 1936), deutscher Pharmazeut und Chemiker
- Seitz, Gustav (1906–1969), deutscher Bildhauer und Zeichner
- Seitz, Hanns Ulrich (1939–2011), deutscher Pflanzenphysiologe
- Seitz, Hans (1929–2011), österreichischer Jurist und Förderer der Stadt Eggenburg
- Seitz, Hans-Joachim, deutscher Mediziner und Hochschullehrer
- Seitz, Hans-Peter (* 1942), deutscher Politiker (SPD), MdA
- Seitz, Helma (1913–1995), deutsche Schauspielerin
- Seitz, Helmut (1931–2021), deutscher Journalist und Schriftsteller
- Seitz, Helmut (1956–2009), deutscher Finanzwissenschaftler
- Seitz, Hillary, US-amerikanische Drehbuchautorin
- Seitz, Holger (* 1962), deutscher Theaterschauspieler, -regisseur und Dramaturg
- Seitz, Holger (* 1974), deutscher FußballspielerHolger Seitz (* 1974)

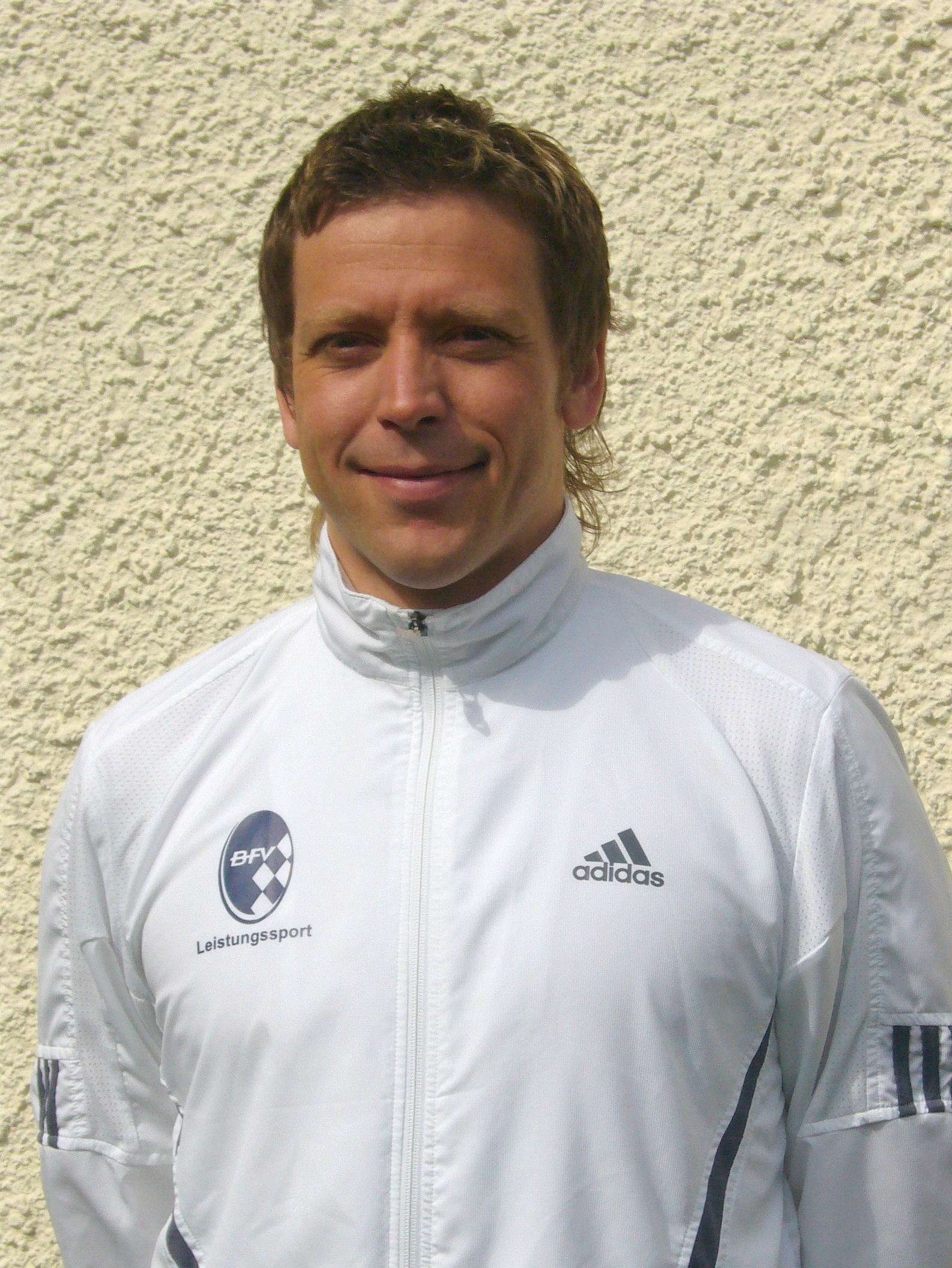
Holger Seitz (* 1974)

- Seitz, Hugo (* 1865), württembergischer Oberamtmann
- Seitz, Ingeborg (1924–2006), deutsche Politikerin (CDU), MdL
- Seitz, Jakob Adolf (1898–1970), deutsch-argentinischer Schachmeister und Journalist
- Seitz, Jane (1942–1988), deutsche FilmeditorinJane Seitz (1942–1988)

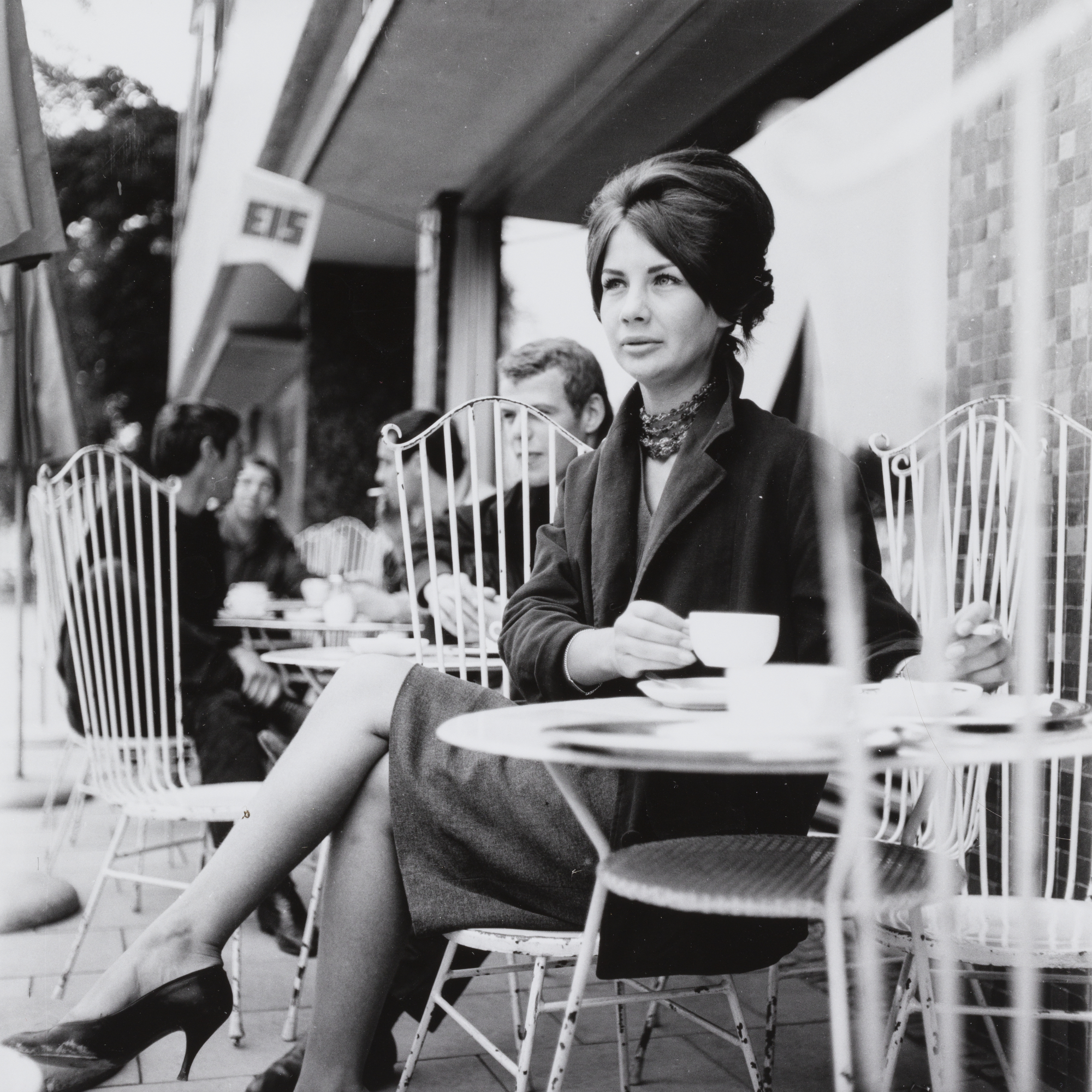
Jane Seitz (1942–1988)

- Seitz, Jochen (* 1976), deutscher Fußballspieler
- Seitz, Jodok († 1471), deutscher Ordensgeistlicher und Weihbischof in Augsburg
- Seitz, Johann Baptist (1786–1850), deutscher Bildhauer und Kupferstecher
- Seitz, Johann Georg (1810–1870), deutsch-österreichischer Maler
- Seitz, Johann Nicolaus (* 1646), Stadtphysikus in Würzburg und Mitglied der Leopoldina
- Seitz, Johannes (1839–1922), deutscher Evangelist
- Seitz, John A. (1908–1987), US-amerikanischer Offizier, Brigadegeneral der US-Army
- Seitz, John F. (1892–1979), US-amerikanischer Kameramann
- Seitz, John F. R. (1908–1978), US-amerikanischer Offizier, Generalmajor der US-Army
- Seitz, Joseph (1864–1928), deutscher Gewerkschafter
- Seitz, Joseph Aloys († 1851), Landrat und Kreisrat im Großherzogtum Hessen
- Seitz, Julia (* 1994), deutsche Eishockeyspielerin
- Seitz, Julius (1847–1912), deutscher Bildhauer
- Seitz, Kari (* 1970), US-amerikanische Fußballschiedsrichterin
- Seitz, Karl (1856–1944), württembergischer Oberamtmann
- Seitz, Karl (1869–1950), österreichischer Politiker und Staatsoberhaupt (SDAP, SPÖ), LandtagsabgeordneterKarl Seitz (1869–1950)

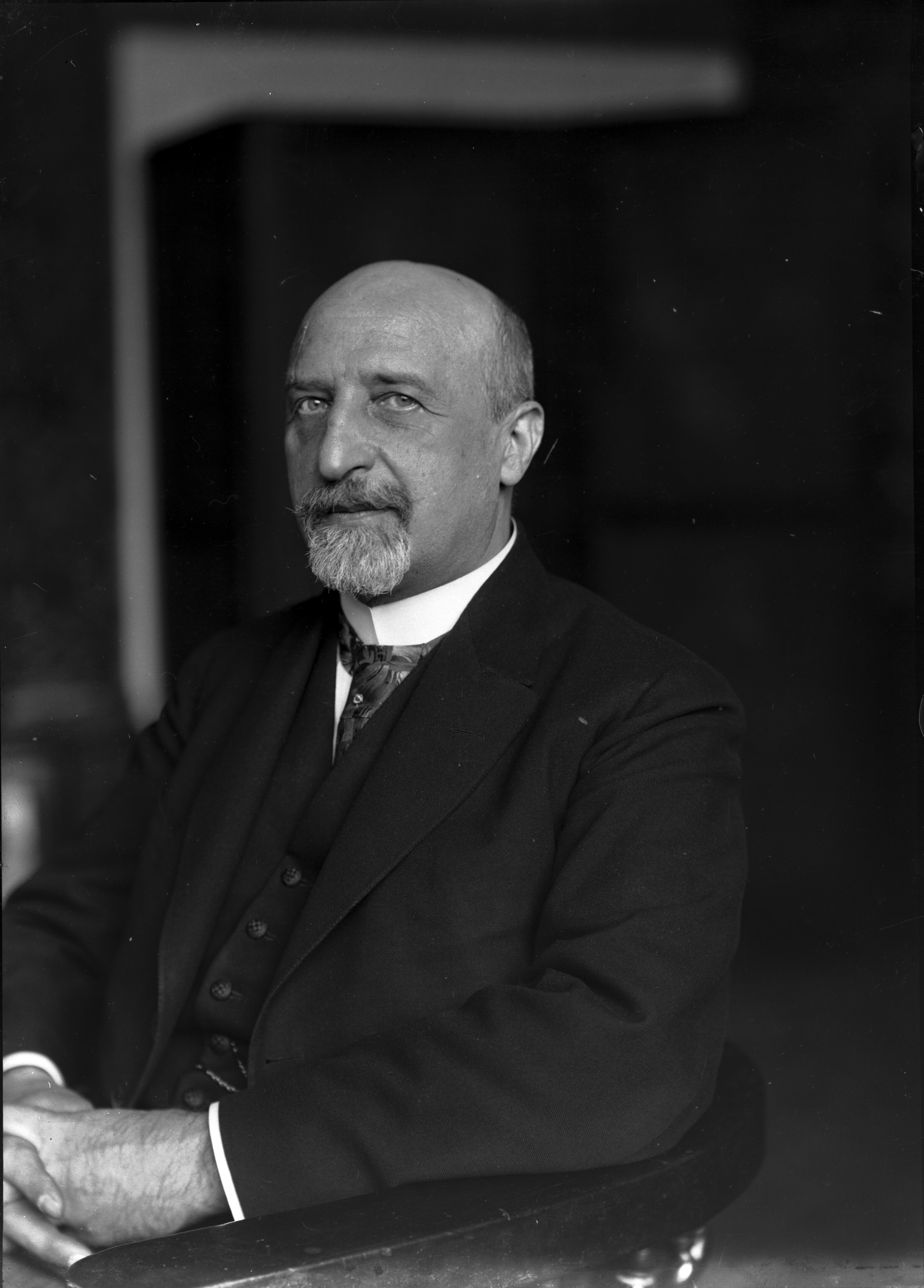
Karl Seitz (1869–1950)

- Seitz, Käthe (1894–1942), deutsche sozialdemokratische Widerstandskämpferin
- Seitz, Konrad (1934–2023), deutscher Diplomat und Autor
- Seitz, Konstantin (* 1970), österreichischer Produzent und Produzent
- Seitz, Lou (1899–1985), deutsche Schauspielerin
- Seitz, Ludwig (1844–1908), italienischer Kunstmaler, deutscher Abstammung
- Seitz, Ludwig (1872–1961), deutscher Frauenarzt und Hochschullehrer
- Seitz, Manfred (1928–2017), deutscher evangelischer Theologe, Hochschullehrer für Praktische Theologie und Autor
- Seitz, Mark (* 1954), römisch-katholischer Bischof
- Seitz, Martin (1895–1988), deutscher Gemmenschneider (Steinschneidekünstler)
- Seitz, Maximilian (1937–2021), deutscher Maler und Grafiker
- Seitz, Michael (* 1976), deutscher Autor von Kriminalromanen und Psychothrillern
- Seitz, Nike (* 2004), deutsche Schauspielerin
- Seitz, Noah, US-amerikanischer Cellist und Musikpädagoge
- Seitz, Nora (* 1984), deutsche Politikerin (CDU), Bundestagsabgeordnete
- Seitz, Norbert (* 1950), deutscher Soziologe, Hochschullehrer und Sachbuchautor
- Seitz, Oliver (* 1966), deutscher Chemiker und Hochschullehrer
- Seitz, Otto (1846–1912), deutscher Maler
- Seitz, Otto (1911–1974), österreichischer General
- Seitz, Paul (1897–1979), französischer Fußballspieler
- Seitz, Paul (1911–1989), deutscher Architekt, Stadtplaner und Baubeamter
- Seitz, Paul (* 1951), US-amerikanischer Komponist und Musikpädagoge
- Seitz, Paul-Léon (1906–1984), französischer römisch-katholischer Ordensgeistlicher, Bischof von Kontum
- Seitz, Philipp (* 1997), österreichischer Handballspieler
- Seitz, Placidus (1672–1736), Abt der Benediktinerabtei Ettal
- Seitz, Raphael (1957–2015), deutscher Glaskünstler und Maler
- Seitz, Raymond G. H. (* 1940), US-amerikanischer Diplomat und Wirtschaftsmanager
- Seitz, Richard J. (1918–2013), US-amerikanischer Offizier, Generalleutnant der US-Army
- Seitz, Robert (1891–1938), deutscher Schriftsteller
- Seitz, Robert (1911–1977), deutscher SS-Unterscharführer im KZ Majdanek und KZ Auschwitz-Birkenau
- Seitz, Roland (* 1964), deutscher Fußballspieler und -trainer
- Seitz, Rüdiger (1927–1991), österreichischer Komponist und Musikpädagoge
- Seitz, Rudolf (1934–2001), deutscher Kunstpädagoge
- Seitz, Rudolf von (1842–1910), deutscher Maler, Zeichner und Kunstgewerbler
- Seitz, Schorsch (* 1952), deutscher Mundart-Entertainer und Autor
- Seitz, Sean (* 2002), deutscher Fußballer
- Seitz, Simone (* 1968), deutsche Pädagogin
- Seitz, Stefan (* 1944), deutscher Ethnologe
- Seitz, Stella (1968–2025), deutsche Astrophysikerin
- Seitz, Stephan (* 2002), deutscher Handballspieler
- Seitz, Susanne (* 1964), deutsche Schriftstellerin
- Seitz, Sybille (* 1966), deutsche Fernsehjournalistin und Moderatorin
- Seitz, Theodor (1863–1949), deutscher Kolonialpolitiker
- Seitz, Thomas (1683–1763), deutscher Barockbildhauer und Stuckator
- Seitz, Thomas (* 1967), deutscher Jurist und Politiker (parteilos, AfD), MdBThomas Seitz (* 1967)

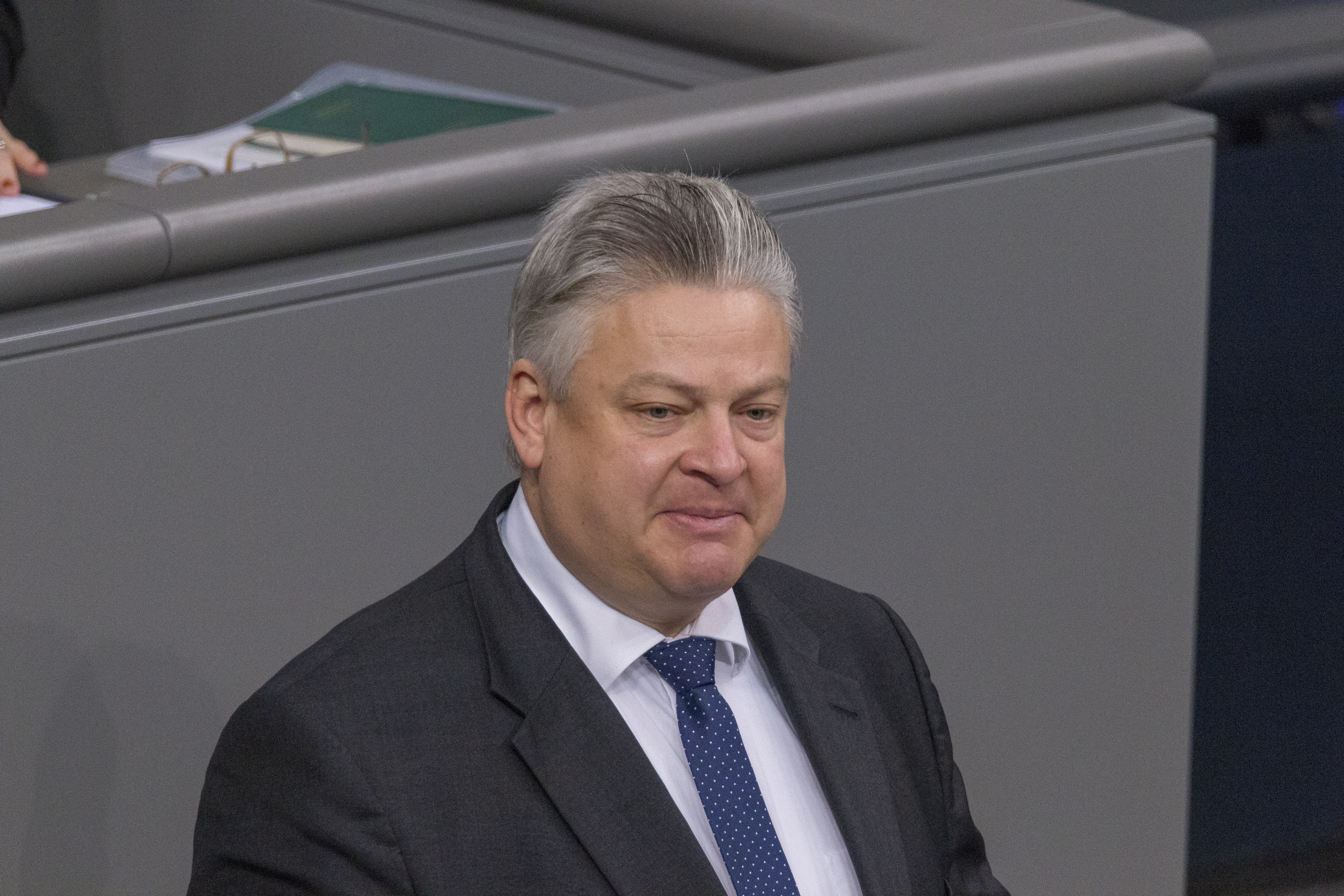
Thomas Seitz (* 1967)

- Seitz, Thomas (* 1969), deutscher Fußballspieler
- Seitz, Tycho (1933–2001), deutscher Wirtschaftswissenschaftler
- Seitz, Tyler (* 1976), kanadischer Rennrodler
- Seitz, Volker (* 1943), deutscher Botschafter
- Seitz, Walter (1905–1997), deutscher Politiker (SPD), MdL Bayern
- Seitz, Walter (1938–2022), deutscher Richter und Rechtswissenschaftler
- Seitz, Werner (* 1921), deutscher Fußballspieler
- Seitz, Wilhelm (1802–1872), deutscher Wirt, Politiker und Abgeordneter
- Seitz, Wilhelm (1904–1987), deutscher Politiker (FDP), MdL
- Seitz, Willi (* 1957), deutscher Sänger
- Seitz, Willi Ernst (* 1956), deutscher Objektkünstler
- Seitz-Gray, Ursula (1932–2017), deutsche Fotografin
- Seitz-Stein, Katja, deutsche Psychologin und Hochschullehrerin
- Seitz-Zauleck, Luise (1910–1988), deutsche Architektin
- Seitzer, Dieter (* 1933), deutscher Elektroingenieur
- Seitzl, Lina (* 1989), deutsche Politikerin (SPD), MdBLina Seitzl (* 1989)

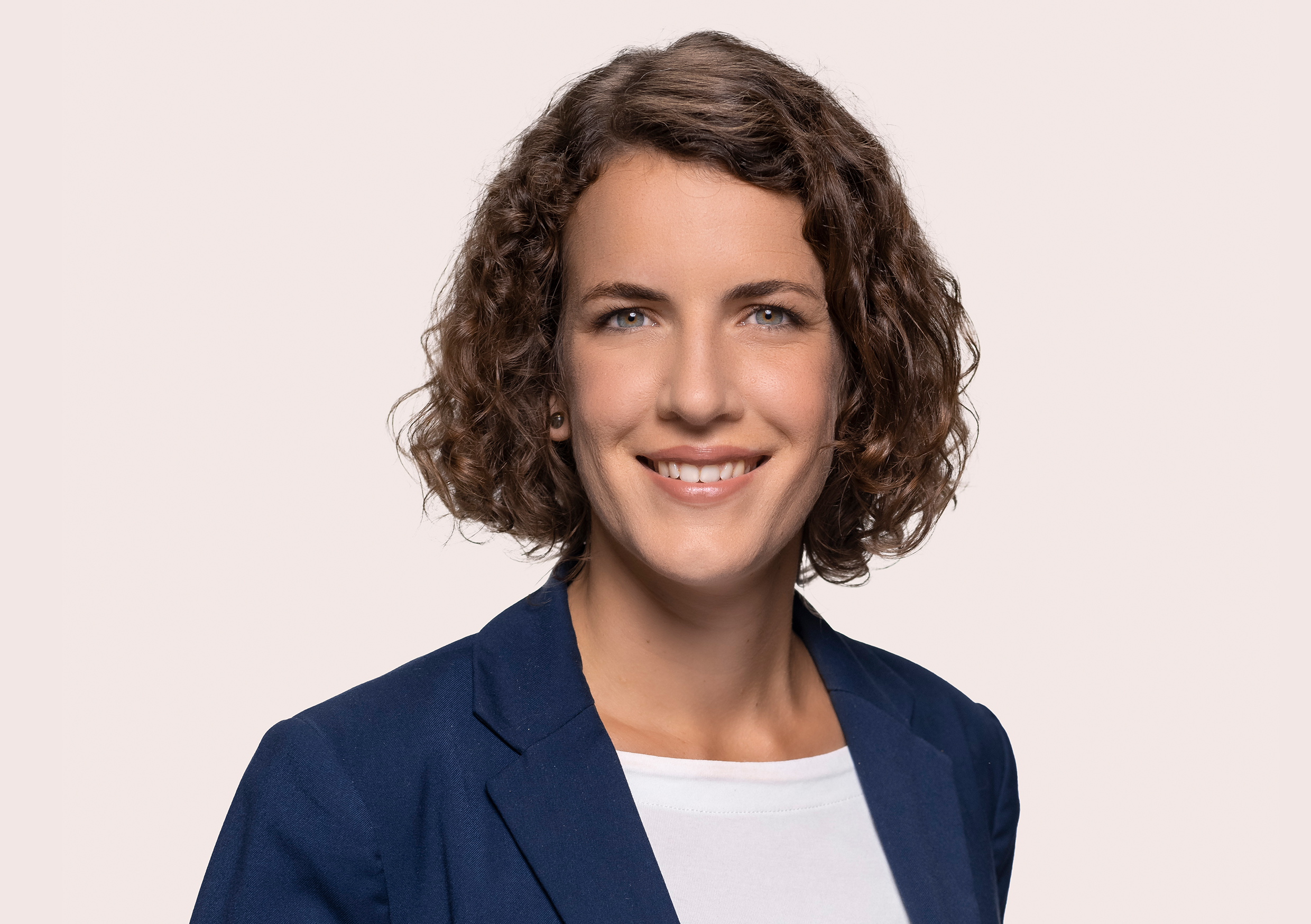
Lina Seitzl (* 1989)